# الشريف البياضي
أبو جعفر مسعود بن عبد العزيز بن المحسن بن الحسن بن عبد الرزاق البياضي (؟؟؟ - 6 ذو القعدة 468هـ/22 يونيو 1076م) هو شاعر عربي هاشمي عاش في بغداد في القرن الخامس الهجري.

## سيرته
ولِدَ مسعود بن عبد العزيز بن المحسن في مدينة بغداد، ولا يُعرَف تاريخ ميلاده، في أسرةٍ شريفةٍ يعود نسبها إلى عباس بن عبد المطلب. لُقِّب مسعود بالبياضي لأنَّه كان يُكثِر من ارتداء الملابس البيضاء، ولا يُعرَف الكثير عن حياته، وتُوفِّي في بغداد في السادس من ذي القعدة سنة 468هـ.

## نسبه
مسعود بن المحسن (أو مسعود بن عبد العزيز بن المحسن) بن عبد الوهاب بن عبد العزيز بن عبد الله بن عبيدالله بن العباس (المذهب) بن محمد الكامل بن علي السجاد بن عبدالله بن العباس بن عبدالمطلب بن هاشم.

## شعره
يُعدُّ الشريف البياضي شاعراً مطبوعاً، وهو مُقِلٌّ، ويُنسَب إليه ديوان صغير، وتناول في شعره الوصف والغزل والنسيب والمديح، وتتوفَّر مخطوطة لديوانه في مكتبة صنعاء. وفي العصر الحديث اتُّهِم الداعية السعودي عائض القرني بسرقة إحدى قصائد الشريف البياضي ونسبتها إلى نفسه.